# سمپرا انرژی
سمپرا انرژی (انگلیسی: Sempra Energy) شرکت انرژی آمریکایی است، که در سال ۱۹۹۸ تأسیس شد.